# (34706) 2001 OP83
2001 أو بي 83 (ويعرف أيضًا باسم (34706) 2001 أو بي 83 وفق تسمية الكوكب الصغير) (بالإنجليزية: 2001 OP83)‏ هو كويكب ضمن حزام الكويكبات؛ وترتيبه 34706 من حيث الاكتشاف.
اكتُشف هذا الجُرم الفلكي بواسطة تعقب الأجرام القريبة من الأرض في 27 يوليو 2001.

## وصلات خارجية
- (34706) 2001 OP83 في قاعدة بيانات مختبر الدفع النفاث لأجرام النظام الشمسي الصغيرة

- الاكتشاف · مخطط المدار ·  العناصر المدارية · المعلمات المادية

- (34706) 2001 OP83 على موقع ويكي سكاي: DSS2, SDSS, GALEX, IRAS, Hydrogen α, X-Ray, Astrophoto, Sky Map, Articles and images